# Scouleria
Scouleria là một chi rêu trong họ Grimmiaceae.